# Adiscanthus
Adiscanthus je monotipski biljni rod iz porodice rutovki. Jedina je vrsta A. fusciflorus, grm ili drvo iz tropske Južne Amerike opisani 1922.